# Jaime Alba Delibes
Jaime Alba Delibes (Valladolid, 1908-Madrid, 1998) fue un diplomático español, que ejerció como embajador de España en Filipinas, Brasil, Bélgica, Luxemburgo, Naciones Unidas y Estados Unidos.  

## Biografía
Nacido en Valladolid el 30 de noviembre de 1908, era hijo de Santiago Alba Bonifaz. Contrajo matrimonio con Ana María Fuster Ochandarena
Jaime Alba, que se inició en la carrera diplomática en 1933, se adhirió al bando sublevado durante la guerra civil española. Procurador en las Cortes franquistas entre 1951 y 1952, estuvo destinado como embajador en Filipinas, Brasil, Bélgica y Estados Unidos. Falleció en Madrid el 25 de octubre de 1998.
- 1943: Ministerios de Asuntos Exteriores y Comercio.
- 1943-1947: Agregado Comercial en Berna.
- 1947-1951: Consejero Económico y Comercial en Londres.
- 1952-1957: Consejero Económico y Comercial en Roma.
- 1951: Subsecretario de Economía Exterior.
- 1957: Ministro Consejero en Washington.
- El 5 de junio de 1962 El embajador español en las Filipinas, D. Jaime Alba Delibes, presentó sus cartas credenciales al presidente Diosdado Macapagal, en el histórico Palacio de Malacañán.[8]

## Obras
- — (1992). Recuerdo de diez embajadas y de dos vueltas al mundo. Madrid: Biblioteca Nueva.[9]